# Alboloduy (kommun i Spanien)
Alboloduy är en kommun i Spanien.   Den ligger i provinsen Provincia de Almería och regionen Andalusien, i den södra delen av landet, 400 km söder om huvudstaden Madrid. Antalet invånare är 674. Arean är 70 kvadratkilometer. Alboloduy gränsar till Alsodux, Canjáyar, Instinción, Nacimiento, Las Tres Villas, Santa Cruz de Marchena, Illar och Gérgal. 
Terrängen i Alboloduy är huvudsakligen kuperad, men åt nordost är den platt.